# 3176 Paolicchi
A 3176 Paolicchi (ideiglenes jelöléssel 1980 VR1) a Naprendszer kisbolygóövében található aszteroida. Zoran Knežević fedezte fel 1980. november 13-án.